# Heiligkreuz (Künten)

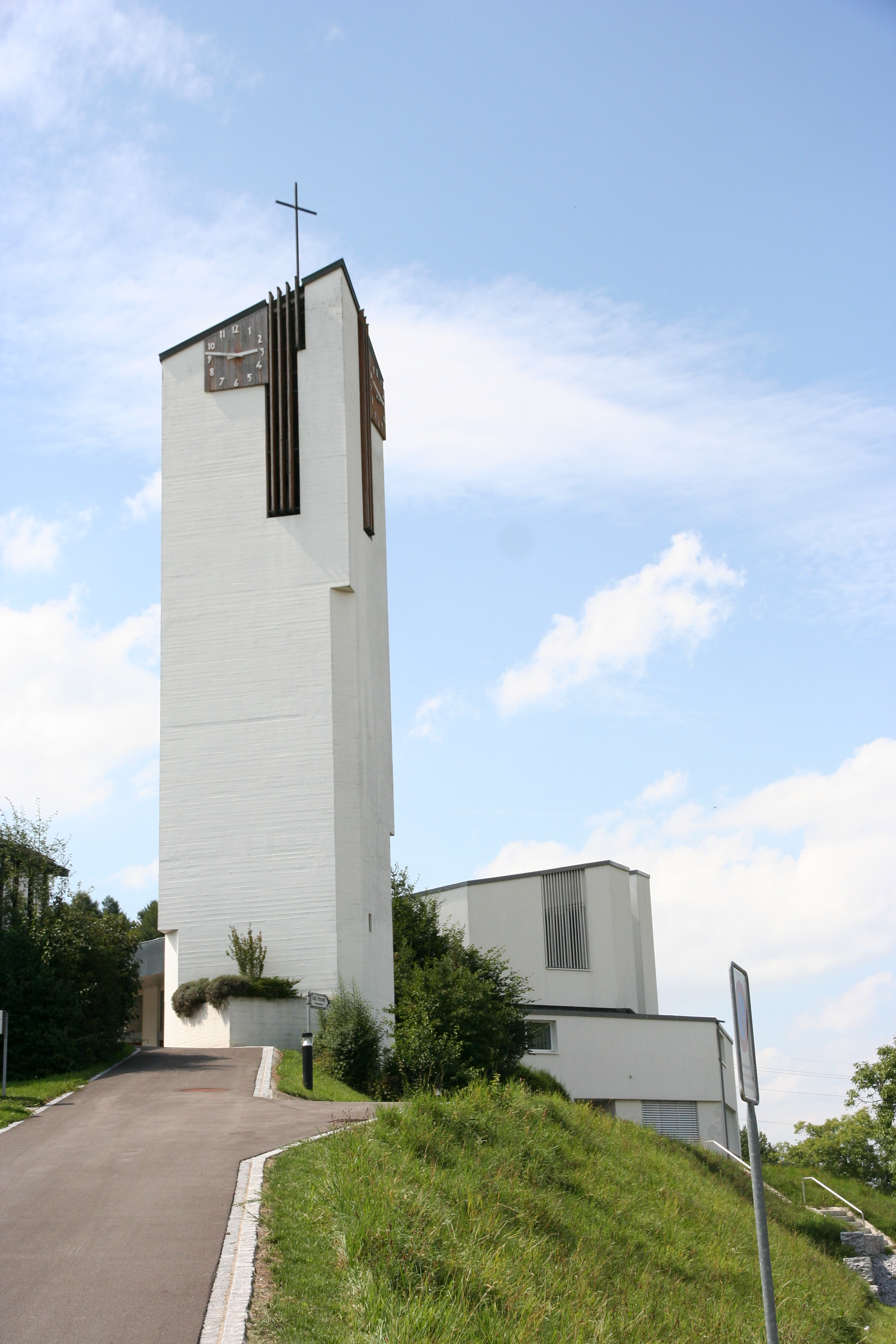
Kirche Heiligkreuz

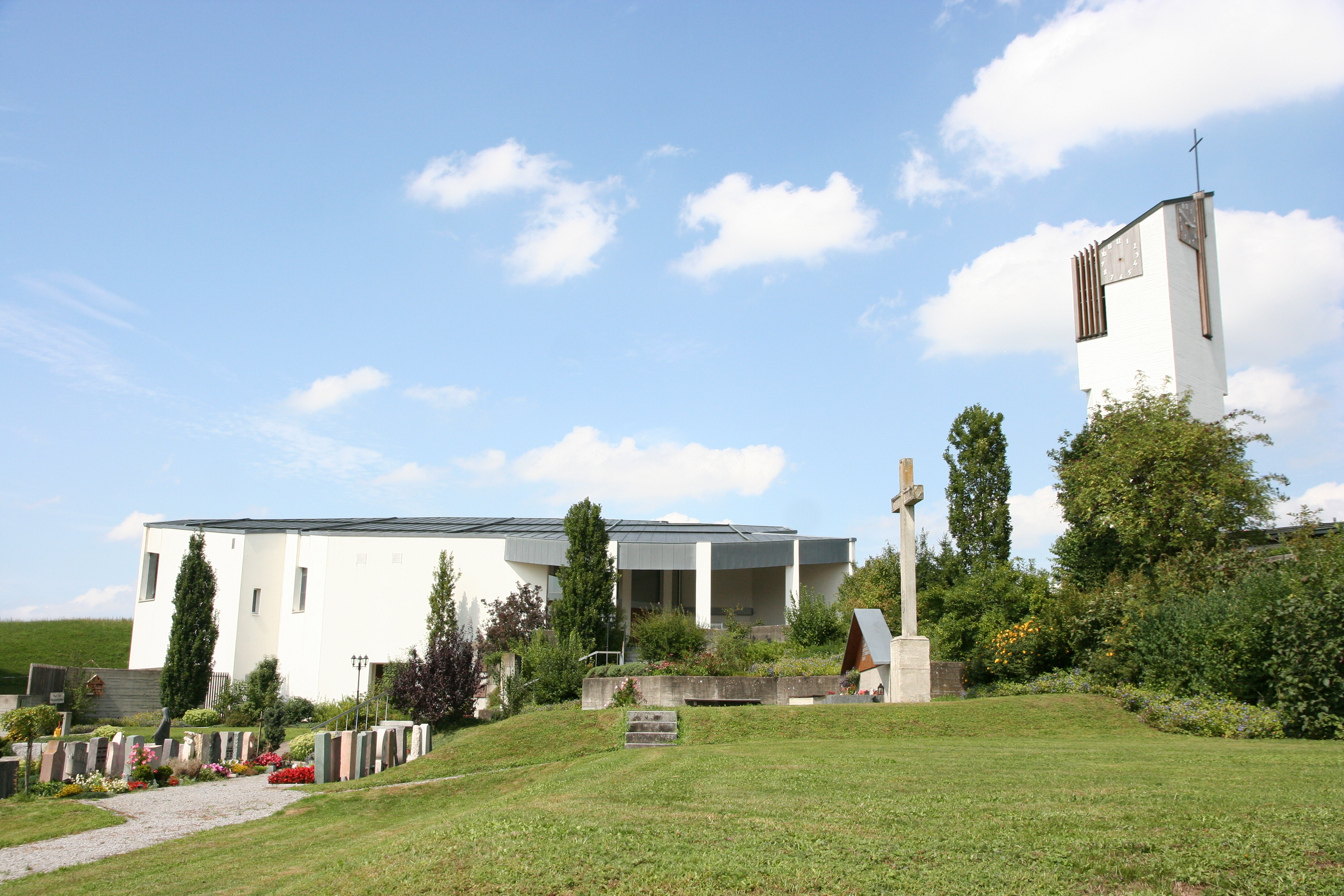
Ansicht von Süden

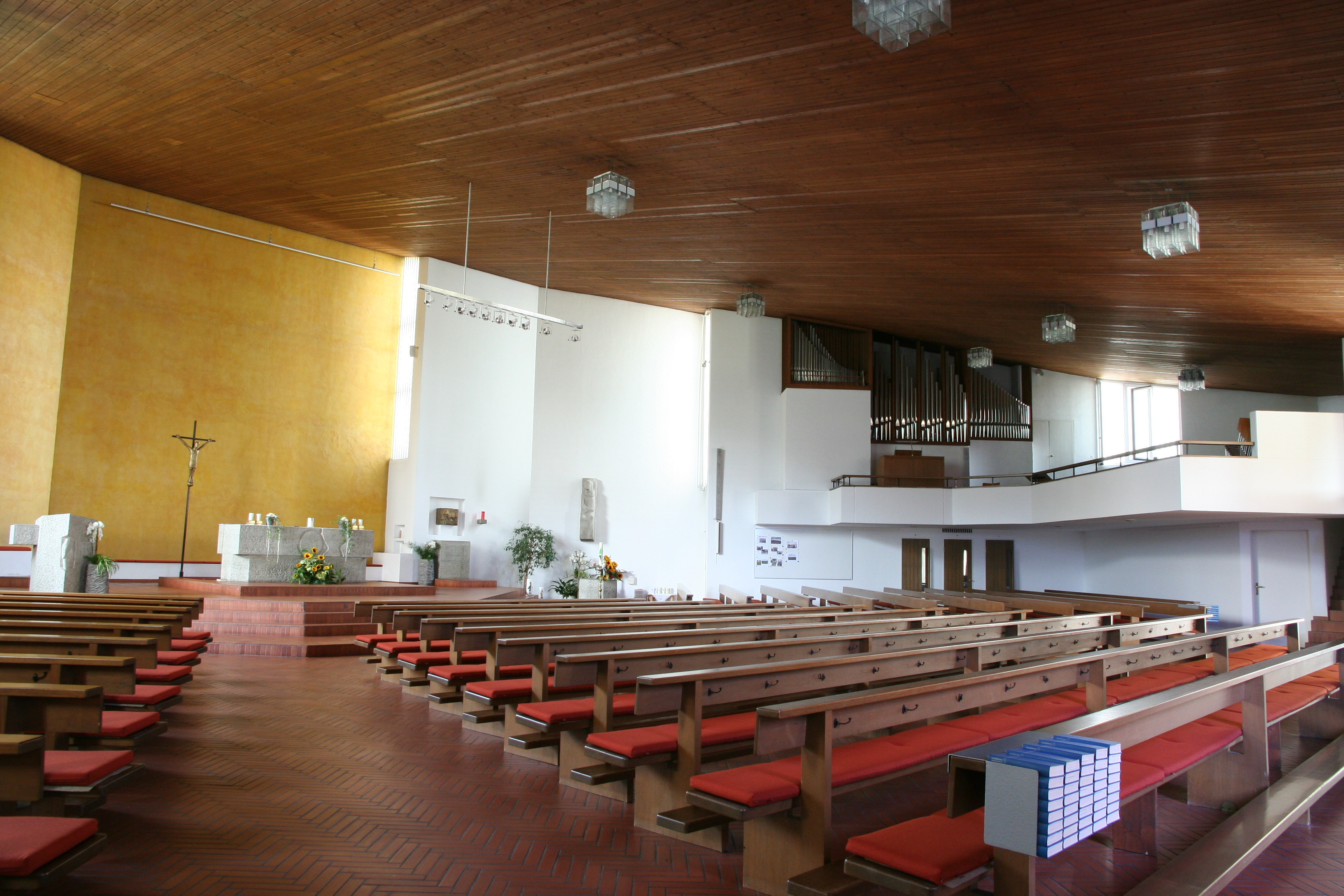
Innenansicht

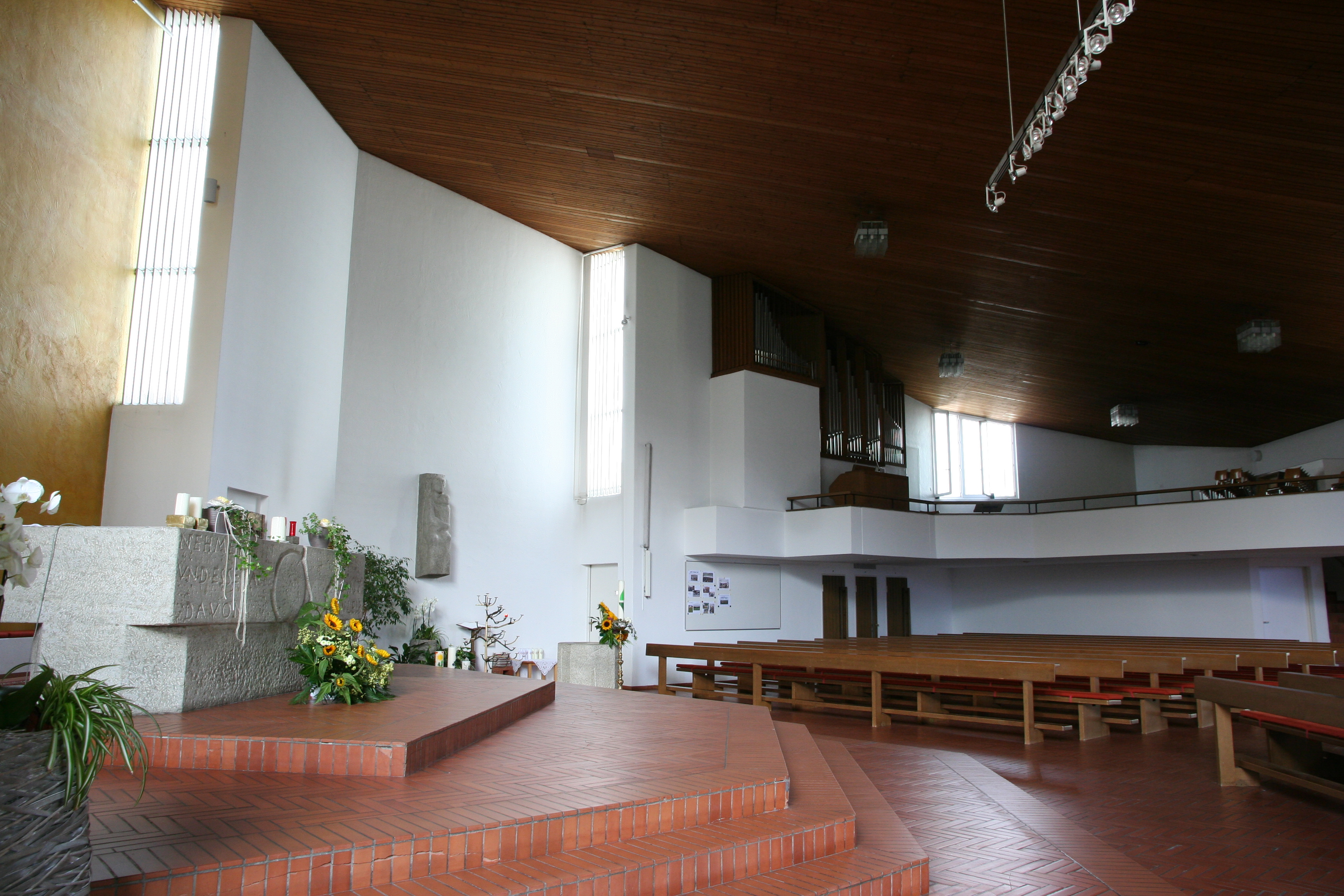
Blick auf Altar und Orgelempore

Die Kirche Heiligkreuz ist die römisch-katholische Pfarrkirche von Künten. Errichtet wurde sie nach Plänen des Architekten Walter Moser 1964–1965.

## Geschichte und Pfarreistruktur
Beim Vorgängerbau der heutigen Kirche Heiligkreuz handelte es sich um eine Kapelle, die im Lauf der Zeit nach vorn und nach hinten verlängert und so zu einer kleinen Kirche ausgebaut wurde. 1865 wurde ein Turm an das Gotteshaus angebaut. Da die Mutterpfarrei Rohrdorf recht groß war und die Bevölkerung von Künten und Sulz zunahm, ernannte der Bischof von Basel, Leonhard Haas, Künten zusammen mit Sulz per 25. Februar 1901 zu einer eigenständigen Pfarrei und trennte sie damit von ihrer Mutterpfarrei Rohrdorf ab.
Da die Platzverhältnisse des Kirchleins für die grösser werdende Gemeinde nach Ende des Zweiten Weltkriegs erneut zu beengt waren, wurde am 4. April 1954 eine Kirchenbaukommission ins Leben gerufen. Diese klärte zunächst ab, ob es sinnvoll wäre, das alte Kirchlein noch einmal zu vergrössern, oder ob ein Ersatzbau realisiert werden müsse. Verschiedene Gutachten, die zwischen 1954 und 1961 in Auftrag gegeben wurden, zeigten, dass einerseits eine abermalige Vergrösserung der bisherigen Kirche nicht mehr zu verantworten war und dass sich anderseits der Standort der alten Kirche für einen Neubau als ungeeignet erwies. Am 8. September 1961 stimmte deshalb die Kirchgemeinde dem Vorschlag zu, eine neue Kirche auf dem etwas erhöht gelegenen Areal Chratz zu realisieren. Anschliessend wurde ein Bauwettbewerb durchgeführt, bei dem das Projekt Corona Dei von Architekt Walter Moser den ersten Preis erhielt. Am 2. September 1962 hiess die Kirchgemeinde die weitere Ausarbeitung des Projekts gut und am 25. September 1963 bewilligte die Kirchgemeinde das für den Bau benötigte Geld. Am 13. Dezember 1963 beschlossen die Stimmbürger darüber hinaus den Bau einer neuen Friedhofsanlage, die sich südlich an die Kirche anschliesst. Bereits am 24. November 1963 konnte der erste Spatenstich vorgenommen werden. Am 12. April 1964 weihte Domherr Schnetzler den Grundstein sowie am 28. März 1965 das Geläut für das neue Gotteshaus. Am 30. Mai 1965 kam der Bischof von Basel, Franziskus von Streng, nach Künten und weihte die neu errichtete Kirche, die den Titel Heiligkreuz (präziser: Kreuzerhöhung) trägt.
Heute ist die Pfarrei Künten Teil des Pastoralraums am Rohrdorferberg.

## Baubeschreibung

### Kirchturm und Äusseres
Die von Walter Moser errichtete Kirche Heiligkreuz erhebt sich westlich des Dorfzentrums auf erhöhtem Gelände. Das Bauensemble besteht nebst der Kirche aus dem darunter eingebauten Pfarreizentrum, einem freistehenden Glockenturm sowie dem Pfarrhaus. Die weissen Fassaden vor dem dahinterliegenden dunklen Wald heben die Kirche vom Ortszentrum aus gesehen hervor, die Positionierung des Baus auf einem kleinen Hügel und die nach oben strebende Fassade erwecken zudem den Eindruck, als wachse die Kirche aus dem Gelände heraus. Beides ist gewollt, es versinnbildlicht das Motto des Projekts: Corona Dei («Krone Gottes»).
Während Walter Moser bei der Kirche St. Joseph in Aedermannsdorf SO den Glockenturm mit einem Dach versah, das parallel zu demjenigen der Kirche ansteigt, sind in Künten das Pultdach der Kirche und der Dachabschluss des Turms um 90 Grad zueinander verdreht, sodass mehr Dynamik entsteht. Das Pfarrhaus wurde im Gegensatz zu den übrigen, hoch aufragenden Gebäuden schlicht und im ländlichen Stil gestaltet, sodass es den Übergang zur dörflichen Bebauung von Künten bildet. Eine Mauer verbindet den Glockenturm mit der Kirche, ähnlich wie das Moser auch bei der Kirche St. Christophorus in Wangen an der Aare gemacht hat. Dadurch entsteht ein Vorhof, der einerseits als Aussichtsterrasse mit Blick gen Süden dient, andererseits aber auch als Versammlungsort für Begräbnisse auf dem Friedhof genutzt werden kann. Bei schlechter Witterung steht für Totenfeiern auch die gedeckte Vorhalle vor der Kirche zur Verfügung.
Im Glockenstuhl ist ein fünfstimmiges Geläut eingebaut, das aus zwei älteren und drei neugegossenen Glocken besteht. Die älteren Glocken stammen aus der Vorgängerkirche und waren bis dahin Teil eines vierstimmigen Geläutes gewesen. Für die neue Kirche wurden die beiden Glocken mit den Schlagtönen f' und as' überarbeitet. Die Firma H. Rüetschi nahm diese Sanierung vor und goss am 17. November 1964 in Aarau die neuen drei Glocken.
| Nummer | Gewicht | Schlagton | Widmung        | Gussjahr |
| ------ | ------- | --------- | -------------- | -------- |
| 1      | 2485 kg | es        | Dreifaltigkeit | 1965     |
| 2      | 1455 kg | f         | Bruder Klaus   | 1965     |
| 3      | 946 kg  | as        | Erlöser        | 1905     |
| 4      | 990 kg  | b         | Muttergottes   | 1866     |
| 5      | 424 kg  | ?         | Schutzengel    | 1965     |

Als Besonderheit ist der Kreuzweg der Kirche Heiligkreuz nicht wie üblich in der Kirche selbst, sondern im Aussenraum an der Mauer zwischen dem Glockenturm und dem Eingangsportal der Kirche angebracht. Geschaffen wurden die Bildtafeln von Alfred Huber (1908–1982). Gebildet wird der Kreuzweg durch 15 Reliefs, auf denen die Figuren mit expressiver Gestik dargestellt sind. Rhythmisch wiederholen sich auf den Tafeln vertikale, schräge und horizontale Linien, die dem Kreuzweg Dynamik verleihen.

### Innenraum und künstlerische Ausstattung

#### Baubeschreibung
Die polygonale Kirche bietet 430 Sitzplätze und orientiert sich von ihrem Grundriss her an einem Querrechteck. Lässt man jedoch die Nebenräume ausser Acht respektive befindet man sich im Kirchenraum selbst, erweckt dieser dagegen den Eindruck, auf dem Grundriss eines Quadrats aufgebaut zu sein. An der nördlichen Begrenzung des Raumes, wo aufgrund des grundsätzlich quadratischen Grundrisses eine Ecke zu erwarten wäre, ist jedoch eine querliegende Wand eingebaut, die auf diese Weise zur Rückwand des Chorraums wird. Die Sichtachse zwischen dem Haupteingang der Kirche und dem Chorraum liegt auf der Diagonale des Quadrates. Dies verleiht dem Raum eine Dynamik, die durch das gegen den Chor ansteigende Pultdach noch gesteigert wird.
Die Kirchenbänke sind in drei Segmente aufgeteilt und in einem Halbkreis auf den Chorraum hin ausgerichtet, was den Communio-Gedanken der Liturgiekonstitution des Zweiten Vatikanischen Konzils aufgreift. Die Umfassungsmauer ist gegen den Chor hin gestaffelt und lässt von Osten her das Tageslicht nur über schmale, aber hohe Fenster eindringen, die jedoch den in den Bänken Sitzenden verborgen bleiben. Auf der Westseite sind dagegen gut sichtbare Fensterflächen eingebaut, die Glasmalereien von Max Rüedi (1925–2019) enthalten. Seit der Kirchensanierung ist die Chorwand nicht mehr weiss, sondern mit einem Goldanstrich versehen, was die Würde des Altarraumes unterstreicht. Ein Kontrast zu der mit Holzleisten verschalten Decke bildet der mit Tonplatten belegte Boden.

#### Bildhauerarbeiten
Die liturgischen Orte wurden von Alfred Huber gefertigt. Der Volksaltar ist als langer, horizontaler Block geschaffen, was dessen Würde versinnbildlicht. Die Front des Altares enthält wie diejenige des ebenfalls von Huber geschaffenen Altars der Kirche St. Joseph Aedermannsdorf eine stilisierte Hostie sowie einen Kelch, Symbole für Brot und Wein, in denen Jesus Christus bei der Eucharistie-Feier mitten unter der versammelten Gemeinde gegenwärtig wird. Daneben stehen die Worte des Einsetzungsberichts von Jesus Christus während des letzten Abendmahls: «Nehmt hin, das ist mein Leib, und esset alle davon.» (Mt 26,26 )
Auf der linken Seite des Chores ist der Ambo aufgestellt, der scharfkantig und im entgegengesetzten Neigungswinkel zum Kirchendach gestaltet ist. Die auf ihm abgebildete Hand Gottes weist nach unten und bildet eine schenkende Gebärde, was darauf hinweist, dass das Wort Gottes ein Geschenk an die Menschen ist. Der auf der rechten Seite des Altarraums aufgestellte Taufstein besitzt die Grundform eines unregelmässigen Oktagons. Taufkleid, Kerze, Fisch und Christuszeichen sind als Symbole der Taufe in die Seiten eingehauen.
Alfred Huber verwendete für alle Steinmetzarbeiten regionalen Mägenwiler Muschelkalk. Aus einem anderen Stein dagegen ist das Marienbildnis gearbeitet: Es handelt sich um einen Stein aus dem Weissensteingebiet, wodurch die besondere Bedeutung der Muttergottes für die Katholiken hervorgehoben wird. Darauf verweist auch die Position der Muttergottesdarstellung im Chor: an erhöhter Stelle zwischen dem Taufstein und dem Tabernakel. Das Tabernakelgehäuse ist wie der Kreuzweg aus Bronze gefertigt. Die Frontseite zeigt das Lamm Gottes mit den sieben Siegeln (Offb 5 ), was an die Verheissung Christi erinnert: «Wer von diesem Brot isst, wird ewig leben.» (Joh 6,58 ) In Form und Struktur fügen sich alle liturgischen Orte harmonisch in den Kirchenraum ein und bilden eine Einheit.

#### Glasfenster
Die drei Glasfenster thematisieren das Patrozinium der Kirche, die Kreuzerhöhung. Gleichzeitig stellt Max Rüedi auf diesen Glasmalereien den Lebensweg dar, der den Menschen hin zu Gott führt. Er liess sich dabei von der Präfation des Hochfestes der Kreuzerhöhung in der katholischen Liturgie inspirieren. Dort heisst es: «In Wahrheit ist es würdig und recht, dir, Herr, heiliger Vater, allmächtiger, ewiger Gott, immer und überall zu danken. Denn du hast das Heil der Welt auf das Holz des Kreuzes gegründet. Vom Baum des Paradieses kam der Tod, vom Baum des Kreuzes erstand das Leben.»
Das erste Fenster zeigt den Baum der Erkenntnis sowie die Schlange, die von diesem herunterschlängelt und in ihrem Maul dem Menschen eine Frucht dieses verbotenen Baumes entgegenträgt. Die Versuchung des Menschen, welche die Vertreibung aus dem Paradies nach sich zieht und schliesslich dem Menschen den Tod bringt, das ist das Thema des ersten Fensters (Gen 3 ).
Im zweiten Glasbild ist Jesus Christus zu sehen, wie er das Kreuz nach Golgota trägt. Die andere Figur, die auf diesem Bild zu sehen ist und die Jesus das Kreuz tragen hilft, ist gemäss der Bibel Simon von Cyrene (Mt 27,32 ). Bei der Darstellung dieser Figur auf dem Glasfenster ist jedoch auffällig, dass dieser Helfer im Gegensatz zu Jesus moderne Kleidung trägt (eine Hose, ein kariertes Hemd). Dies ist als einerseits als Hinweis auf das Jesuswort «Wer mir nachfolgen will, der nehme das Kreuz auf sich und folge mir nach» (Lk 9,23 ). Andererseits zeigt diese Darstellung eines zeitgenössischen Menschen, dass Jesus alle Menschen dazu aufruft, in ihrer jeweiligen Zeit die Nächstenliebe konkret zu leben und den Mitmenschen in Not beizustehen und ihnen zu helfen.
Das dritte Fenster ist unter das am höchsten positionierte und zeigt das erhöhte Kreuz, dem die Kirche von Künten geweiht ist. Zu sehen ist mittig ein Kreuz. Es ist nicht das Kreuz des Karfreitags, denn es ist leer. Dafür treiben aus dem Kreuzesholz Blätter und Blüten hervor, Symbol für die Auferstehung Christi an Ostern und gleichzeitig ein Anzeichen für das Leben nach dem Tod, auf das alle Getauften hoffen dürfen. Über dem Kreuz ist links das Auge Gottes, rechts die Heiliggeisttaube dargestellt. Zusammen mit dem Kreuz ergibt sich somit eine Darstellung der Trinität. Auffällig ist, dass Max Rüedi die Heiliggeisttaube nicht mit weiss gehaltenen Scheiben gestaltet hat, wie dies an sich üblich ist, sondern in rot getönten Gläsern. Dies schafft Parallelen zu Abbildungen des Phönix-Vogels, der seinerseits wiederum als Zeichen für die Überwindung des Todes und für das Ewige Leben steht.

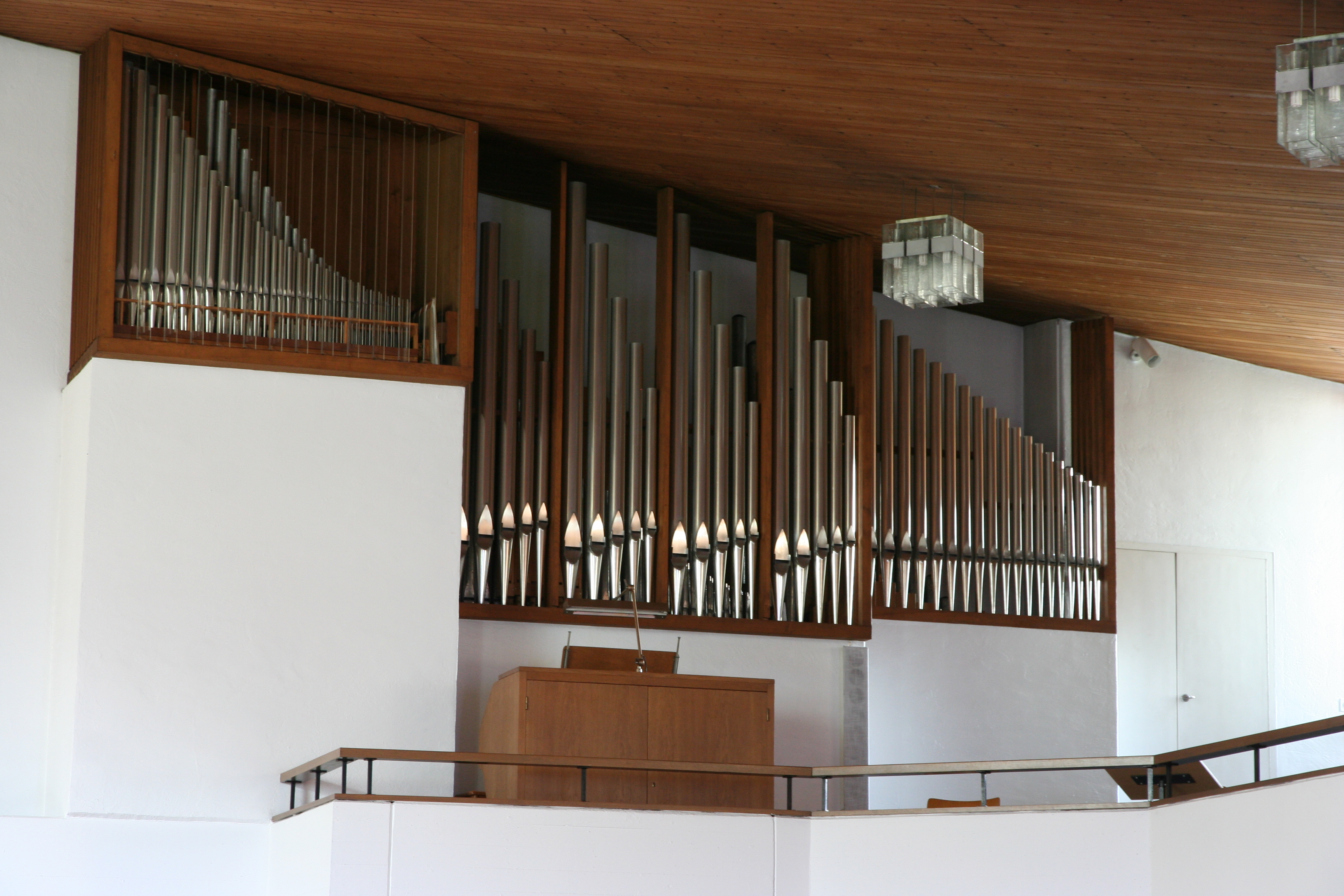
Späth-Orgel von 1968

### Orgel
Die Firma Späth Orgelbau aus Rapperswil erstellte für die Kirche Heiligkreuz in den Jahren 1967–1968 das heutige Instrument. Dieses wurde am 24. März 1968 eingeweiht. Das Instrument verfügt über 21 Register auf zwei Manualen samt Pedal. Eine Besonderheit war, dass die mechanische Traktur zunächst Fäden als Abstrakte aufwies. Diese Konstruktionsweise erwies sich aber als anfällig, sodass die Fadentraktur 1982 durch die üblichen Bauweise mit Holzabstrakten ersetzt wurde.
| I Hauptwerk C–g3 |                |
| Prinzipal        | 8′             |
| Rohrflöte        | 8′             |
| Gemshorn         | 8′             |
| Octave           | 4′             |
| Nachthorn        | 4′             |
| Sesquialter      | 2 ⁄3′ + 1 3⁄5′ |
| Octave           | 2′             |
| Mixtur IV        | 1 ⁄3′          |
| Trompete         | 8′             |

| II Brustwerk C–g3 |    |
| Gedeckt           | 8′ |
| Salicional        | 8′ |
| Prinzipal         | 4′ |
| Spitzflöte        | 4′ |
| Waldflöte         | 2′ |
| Cymbel IV–V       | 1′ |
| Krummhorn         | 8′ |
| Tremulant         |    |

| Pedal C–f1  |     |
| Subbass     | 16′ |
| Prinzipal   | 8′  |
| Spillpfeife | 8′  |
| Choralbass  | 4′  |
| Fagott      | 8′  |